# Манастир Саринац
Манастир Саринац припада епархији шумадијској Српске православне цркве, налази се недалеко од Великих Пчелица, Град Крагујевац. Манастирски храм посвећен је Вазнесењу Господњем.

## Историја
Манастир је саграђен крајем 14. века, непосредно после Косовске битке. На месту црквине направљен је нови манастир и освећен 1996. године.

## Обнова
Деведесетих година 20. века почиње обнова, подизањем нове цркве и конака. Манастирски храм је скромних димензија, грађен у духу средњовековне рашке архитектуре. То је једнобродна грађевина са отвореним тремом на западу и петостраном плитком олтарском апсидом ма истоку. Изнад централног простора уздиже се масивна осмострана купола. Зидана је од белих опека, а фасаде су обрађене полихромно, зидови су бели, а оквири око прозора и кровни венци црвени. Засведена је полуобличастим сводом и покривена бакарним лимом. Трем је оживљен ступцима и полукружним луцима.

## Галерија
- Улаз у манастирско имање
- Улаз у манастирско имање
- Улаз у манастирско имање
- Улаз у манастирско имање